# RABGAP1
RABGAP1‏ (RAB GTPase activating protein 1) هوَ بروتين يُشَفر بواسطة جين RABGAP1 في الإنسان.